# Пикачёв, Константин Степанович
Константин Степанович Пикачёв (1918, Бессоновка, Пензенская губерния — 9 мая 1944, Севастополь, Крымская АССР) — старший лейтенант Рабоче-крестьянской Красной Армии, участник Великой Отечественной войны, Герой Советского Союза (1945).

## Биография
Константин Пикачёв родился в 1918 году в селе Бессоновка (ныне — районный центр Пензенской области). Окончил семь классов школы. В 1939 году призван на службу в Рабоче-крестьянскую Красную Армию. С июля 1941 года — на фронтах Великой Отечественной войны.

Бюст на аллее Героев в Бессоновке

К маю 1944 года старший лейтенант Константин Пикачёв командовал ротой 1166-го стрелкового полка 51-й армии 4-го Украинского фронта. Отличился во время штурма Севастополя. 8 мая 1944 года Пикачёв первым поднял свою роту в атаку, приняв активное участие в штурме важной высоты. 9 мая 1944 года рота Пикачёва успешно взяла штурмом Севастопольский железнодорожный вокзал. В том бою Пикачёв погиб. Похоронен в братской могиле у села Штурмовое Севастополе.
Указом Президиума Верховного Совета СССР от 24 марта 1945 года старший лейтенант Константин Пикачёв посмертно был удостоен высокого звания Героя Советского Союза. Также был награждён орденами Ленина и Красной Звезды, рядом медалей.

## Увековечение памяти
- Бюст Константина Пикечёва установлен на аллее Героев в селе Бессоновка Бессоновского района Пензенской области.